# Església de Santa Creu de Jutglar
Santa Creu de Jutglar és una església d'Olost (Lluçanès) inclosa en l'Inventari del Patrimoni Arquitectònic de Catalunya.

## Descripció
Edifici d'una sola nau i planta rectangular amb un campanar de planta quadrada al seu costat. Té annexos diversos edificis coberts a dos vessants amb les cantoneres de pedres treballades.

## Història
Les primeres notícies sobre Santa Creu són del 984, apareix l'església de Santa Creu depenent de l'església de Santa Maria d'Olost (el 1878 esdevindrà parròquia independent). Cap al 1733 es va construir una nova església (l'actual) uns metres apartada de l'antiga.